# Luisensee
Das Naturschutzgebiet Luisensee  liegt auf dem Gebiet der Gemeinde Neiße-Malxetal im Landkreis Spree-Neiße in Brandenburg.
Das Naturschutzgebiet mit dem Luisensee erstreckt sich westlich von Klein Kölzig, einem Ortsteil der Gemeinde Neiße-Malxetal, und nordwestlich der Kernstadt Döbern. Östlich des Gebietes verläuft die B 115 und südwestlich die Landesstraße L 482.

## Bedeutung
Das rund 57,4 ha große Gebiet mit der Kenn-Nummer 1339 wurde mit Verordnung vom 30. Juni 1995 unter Naturschutz gestellt.